# Harald Augter
Harald Augter (* 27. Juni 1946 in Kiel; † 5. Februar 2015 in Mainz) war ein deutscher Jurist und Verbandsfunktionär.

## Leben
Augter, Sohn eines Unternehmers und Kapitäns aus Kiel, studierte nach dem Schulabschluss Rechtswissenschaft an der Eberhard Karls Universität Tübingen. In Tübingen wurde er Mitglied der Studentenverbindung AV Igel, der er bis zu seinem Austritt 1991 angehörte. 1975 trat er in den Dienst des Haftpflichtverbandes der Deutschen Industrie (HDI) in Stuttgart. Nachdem er in Hamburg und Kassel tätig gewesen war, übernahm er 1984 die Leitung der HDI-Niederlassung in Mainz. 1993 wurde er zum Sprecher der Geschäftsleitung ernannt. Diese Funktion bekleidete er bis zu seinem Eintritt in den Ruhestand 2013.
Neben seiner beruflichen Tätigkeit war er von 1998 bis 2013 als Präsident der IHK für Rheinhessen aktiv und stand als Entsandter der IHK Rheinland-Pfalz von 2008 bis zu seinem Tod an der Spitze des Rundfunkrates des Südwestrundfunk. Bereits seit 2002 war er Mitglied des Rates. Seit 2008 war Augter als Mitglied des SWR-Rundfunkrates auch Mitglied des ARD-Aufsichtsgremiums und in den Jahren 2009 und 2010 dessen Vorsitzender.
Augter war zudem ehrenamtlich stark engagiert. So war er Vorsitzender des Kulturfonds Mainzer Wirtschaft e. V. Ab 2002 übernahm er das Amt des Präsidenten der Deutsch-Kroatischen Gesellschaft und wurde am 6. Januar 2004 Honorarkonsul der Republik Kroatien. Im März 2012 wurde er zum Vorstandsvorsitzenden des Bundes der Steuerzahler Rheinland-Pfalz e. V. gewählt. Augter engagierte sich auch als Vorstandsmitglied der Deutsch-Kroatischen Industrie- und Handelskammer in Zagreb. Privat war er zudem Mitglied im Großen Rat, dem Komitee und dem geschäftsführenden Vorstand des Mainzer Carneval Club (MCC).
Augter starb nach kurzer Krankheit mit 68 Jahren. Er wurde auf dem Hauptfriedhof Mainz bestattet.

## Auszeichnungen
Am 28. Dezember 2004 wurde Augter für seine gesellschaftlichen Verdienste – besonders um die deutsch-kroatische Freundschaft und die Berufsausbildung junger Menschen – mit dem Bundesverdienstkreuz am Bande ausgezeichnet. Die IHK Rheinhessen ehrte ihn 2013 mit der Verdienstmedaille der Industrie- und Handelskammer für Rheinhessen in Gold. Im selben Jahr erhielt er als erster Preisträger auch den Musik-Gordi der Neuen Musikzeitung.